# Wenwen Han
Wenwen Han (Xian, 24 augustus 1995) is een Chinees actrice en violiste. Ze spreekt Engels en Mandarijn.